# Mabenanga
Mabenanga est un village du Cameroun situé dans la région du Sud et le département de l'Océan. Faisant partie de la commune de Lokoundjé, il se trouve à 20 km de Kribi sur la piste qui lie Kribi à Campo.

## Population
En 1966, la population était de 124 habitants. Lors du recensement de 2005, le village comptait 21 habitants dont 5 hommes et 16 femmes, principalement des Mabéa.